# رابطه دوشبه
رابطه دوشبه (به انگلیسی: Two Night Stand) فیلمی در ژانر کمدی رمانتیک به کارگردانی مکس نیکولز و نویسندگی مارک همر است که در سال ۲۰۱۴ منتشر شد. از بازیگران آن می‌توان به مایلز تلر، آنالی تیپتن، جسیکا کارن، لون رامبین و کید کادی اشاره کرد.

## داستان
یک زوج غریبه بیست سال به بالا، بعد از یک رابطه شبانه نادرست از خواب بیدار می‌شوند و بی‌خبر از طوفان برفی که باعث یخبندان در نیویورک شده‌است و آن‌ها را در آپارتمان کوچکی در بروکلین گیر انداخته‌است. حال آن‌ها مجبور می‌شوند یکدیگر را بهتر بشناسند.